# SN 2007sj
SN 2007sj – supernowa typu Ib/c odkryta 17 listopada 2007 roku w galaktyce A001039-0003. W momencie odkrycia miała maksymalną jasność 21,20m.